# غوس كيارني
غوس كيارني (بالإنجليزية: Gus Kearney)‏ هو لاعب كرة قدم أسترالية أسترالي، ولد في 22 نوفمبر 1870 في Kyneton ‏ في أستراليا، وتوفي في 10 مارس 1907 في The Alfred Hospital ‏ في أستراليا.

## وصلات خارجية
- غوس كيارني على موقع AustralianFootball.com (الإنجليزية)
- غوس كيارني على موقع AFLtables.com (الإنجليزية)